# Chispita (Editorial Grafidea)
Chispita fue un cuaderno de aventuras creado por el guionista Federico Amorós y el dibujante Ambrós para la editorial Grafidea en 1951.

## Trayectoria editorial
En 1951, Grafidea cerró la cabecera de "El Jinete Fantasma", pero dio paso a "Chispita", protagonizada por su hijo adolescente. Sus aventuras fueron presentadas en 11 series compuestas de veinticuatro ejemplares cada una.
A partir de la séptima serie, A. Biosca sustituyó a Ambrós (quien se había marchado a Bruguera) y la cabecera fue perdiendo tirón comercial.